# Ivan Milosavljević
Ivan Milosavljević (in serbo Иван Милосављевић?; Kragujevac, 19 marzo 2000) è un calciatore serbo, centrocampista dell'AEL Limassol.

## Caratteristiche tecniche
È un centrocampista centrale.

## Carriera

### Club
Cresciuto nel settore giovanile del Partizan, nel 2019 viene ceduto in prestito al Teleoptik dove inizia la propria carriera professionistica nella seconda divisione serba, dove colleziona 29 presenze; rimasto in prestito anche nella prima metà della stagione seguente, nel gennaio 2020 viene prestato al Voždovac, con cui debutta in Superliga il 31 maggio nel match vinto 1-0 contro il Mačva Šabac proprio grazie ad una sua rete. Al termine della stagione il giocatore si trasferisce a titolo definitivo al club biancorosso.

### Nazionale
Ha giocato nella nazionale serba Under-21.

## Statistiche
Statistiche aggiornate al 22 febbraio 2021.

### Presenze e reti nei club
| Stagione        | Squadra         | Campionato      | Campionato | Campionato | Coppe nazionali | Coppe nazionali | Coppe nazionali | Coppe continentali | Coppe continentali | Coppe continentali | Altre coppe | Altre coppe | Altre coppe | Totale | Totale | Totale |
| Stagione        | Squadra         | Comp            | Pres       | Reti       | Comp            | Pres            | Reti            | Comp               | Pres               | Reti               | Comp        | Pres        | Reti        | Pres   | Reti   |        |
| --------------- | --------------- | --------------- | ---------- | ---------- | --------------- | --------------- | --------------- | ------------------ | ------------------ | ------------------ | ----------- | ----------- | ----------- | ------ | ------ | ------ |
| 2018-2019       | Teleoptik       | SL              | 29         | 0          | CS              | 1               | 0               |                    | -                  | -                  |             | -           | -           | 30     | 0      |        |
| 2019-gen. 2020  | Teleoptik       | SL              | 0          | 0          | CS              | 2               | 0               |                    | -                  | -                  |             | -           | -           | 2      | 0      |        |
| gen.-giu. 2020  | Voždovac        | SL              | 4          | 1          | CS              | 0               | 0               |                    | -                  | -                  |             | -           | -           | 4      | 1      |        |
| 2020-2021       | Voždovac        | SL              | 21         | 2          | CS              | 1               | 0               |                    | -                  | -                  |             | -           | -           | 22     | 2      |        |
| Totale carriera | Totale carriera | Totale carriera | 54         | 3          |                 | 4               | 0               |                    | -                  | -                  |             | -           | -           | 58     | 3      |        |